# Бабяк Золтан Адальбертович
Бабяк Золтан Адальбертович (нар. 23 лютого 1972, Берегове, Закарпатська область, Україна) — громадський діяч Закарпаття. Чинний голова Берегівської міської територіальної громади з 2020 року. Раніше, з червня 2013 по жовтень 2020 року, обіймав посаду Берегівського міського голови. Активно займається громадською діяльністю та благодійністю, особливо у сфері допомоги молоді та соціально незахищеним верствам населення.

## Біографія
Народився 23 лютого 1972 року в місті Берегове, Закарпатської області, громадянин України.
Батько — Адальберт Бабяк (1942—2003), обіймав посаду директора Берегівського м'ясокмбінату.
Мати — Іболя Бабяк (1942 р.н., уродженка Варга) пенсіонерка, колишня співробітниця статистичної служби «Берег».

## Освіта
У 1978 році вступив до Іванівської середньої школи Берегівського району, яку закінчив у 1989 році. Того ж року вступив до Київського технологічного інституту, що згодом був перейменований у Державну академію легкої промисловості.
У 1994 році закінчив навчання за спеціальністю «Автоматизація технологічних процесів і виробництв» та здобув кваліфікацію інженера з автоматизації.
З 1992 року, паралельно з навчанням, працював на посаді менеджера спільного українсько-угорського підприємства «Будапешт» (м. Київ).
Вільно володіє українською, угорською та російською мовами, має базові знання англійської.

## Кар'єра
З грудня 1997 року по травень 2002 року обіймав посаду заступника голови Берегівської районної державної адміністрації, яку очолював Андраш Бігарі.
З червня по жовтень 2002 року працював помічником-консультантом народного депутата України Іштвана Гайдоша.
З жовтня 2002 по лютий 2005 року — перший заступник міського голови з питань діяльності виконавчих органів Берегівської міської ради, яку очолював Йожеф Жупан.
З лютого 2005 року по травень 2008 року працював на керівних посадах розважального комплексу ТОВ «Бумеранг» (с. Дийда).
З червня 2008 року по січень 2013 року — директор туристичної агенції ТОВ «Клуб Термал Перегіум».
В 2010 році обраний депутатом Берегівської міської ради V скликання від фракції Демократична партія угорців України.
З квітня по червень 2013 року — перший заступник міського голови з питань діяльності виконавчих органів Берегівської міської ради.

## Обрання на посаду
У червні 2013 року обраний головою міста Берегова, отримавши 54,9 % голосів виборців.
У жовтні 2015 року переобраний на другий термін, що підтвердило високу довіру з боку жителів міста: його підтримали 75,64 % виборців.
У жовтні 2020 року обраний головою Берегівської міської територіальної громади, отримавши 72 % голосів виборців.  До складу громади входять місто Берегове та 16 сіл: Балажер, Бадалово, Бене, Боржава, Вари, Велика Бакта, Галабор, Гать, Чикош-Горонда, Геча, Кідьош, Мужієво, Оросієво, Четфалва, Чома, Яноші, об'єднаних у 14 старостинських округів: Бадалівський, Бенянський, Боржавський, Варівський, Великобактянський, Галаборський, Гатянський, Гечанський, Кідьошський, Мужіївський, Оросіївський, Четфалвівський, Чомський, Яношівський.
Один з основних напрямків його діяльності — підтримка рівноваги в суспільстві, він вважає себе відповідальним за міжетнічну гармонію в регіоні.
Один з небагатьох політиків Закарпаття, хто прагне до співпраці як з угорськими партнерами, так і з українською політичною елітою.
Вправний менеджер та стратег у розвитку громади. Основна увага приділяється житлово-комунальній сфері: розширенню мережі водопостачання та водовідведення, встановленню сучасного вуличного освітлення, впровадженню заходів з енергозбереження в комунальних закладах та установах, забезпеченню закладів альтернативними джерелами енергії.
Проведено капітальні ремонтні роботи багатьох вулиць, оновлено тротуари, створено нові місця паркування.
Повністю реконструйовано центральні площі громади — Площу Кошута, Площу Героїв та Площу Будапешт, які стали справжніми перлинами Берегівщини. Біля Берегівського ліцею № 5 встановлено пам'ятник Тарасу Шевченку.
В межах можливостей Берегівської міської ради постійно проводяться реконструкція та оновлення шкіл, садочків і закладів позашкільної освіти.
Впроваджено соціальні програми підтримки сімей, дітей і пенсіонерів. Працюють Центр надання адміністративних послуг та Територіальний центр соціального обслуговування (надання соціальних послуг).
В громаді протягом кількох років поспіль реалізується проєкт «Соціальна кухня», завдяки якому берегівчани з малозахищених верств населення отримують безкоштовні гарячі обіди.
Для забезпечення правопорядку та безпеки в громаді активно працює комунальне підприємство «БерегВідео». Система відеоспостереження, що налічує 141 камеру, дозволяє запобігати правопорушенням, а також фіксувати їх і оперативно реагувати. Правоохоронні органи мають доступ до відеоматеріалів, що сприяє швидкому розслідуванню інцидентів на користь правопорядку.
За часи каденції налагоджено тісну співпрацю із закордонними партнерами з Угорщини, Румунії, Німеччини, Словаччини, Нідерландів. Підписано меморандуми про співпрацю з 20 містами цих країн. Завдяки тісній співпраці, дружнім партнерським відносинам міським головою проведена робота щодо залучення іноземних інвестицій для реалізації проєктів з розвитку інфраструктури громади: очищення каналу Верке, капітальні ремонти площ, закладів освіти та культури, доріг місцевого значення.
Також підтримує дружні стосунки з керівниками міст Чертків, Дубно, Львова та Івано-Франківська.
Систематично зустрічається з кореспондентами українських та зарубіжних видань, коментує актуальну ситуацію та ділиться своїм баченням розвитку Берегівщини, Закарпаття й країни в цілому.
Незважаючи на виклики, пов'язані з воєнним станом, економічною нестабільністю та соціальною напругою, продовжує працювати над покращенням якості життя мешканців громади.
Під час війни ініціював заходи на підтримку регіону та зміцнення обороноздатності держави. Зустрічався з військовими зі Сходу України, які є мешканцями Берегівщини, особисто доставляв гуманітарну допомогу.
Також питання капітального ремонту Будинку культури, збудованого наприкінці XIX століття, яке обговорювалося разом з угорськими партнерами, залишається відкритим до завершення війни.
Впевнений, що розвиток туризму та відкриття реабілітаційних центрів на базі термальних вод Берегівщини стане важливою економічно-соціальною стратегією розвитку громади в майбутньому.
Завдяки відкритій комунікації, стратегічному підходу до управління та впровадженню сучасних ініціатив сприяє розвитку громади та зміцненню довіри населення до місцевої влади.

## Громадська діяльність
Голова Асоціації органів місцевого самоврядування «Об'єднання прикордонних органів самоврядування Закарпаття».

## Родина
Дружина — Брігітта Бабяк (Бачко), 1978 р.н., домогосподарка.
Донька — Брігітта Бабяк, 2006 р.н., студентка.

## Нагороди
Почесна відзнака Закарпатської обласної державної адміністрації «За заслуги перед Закарпаттям», Розпорядження голови Закарпатської ОДА № 2 від 05.03.2017

## Хобі
Їзда на велосипеді, прогулянка з собакою, музика.